# Чисголм (Мен)
Чисголм (англ. Chisholm) — переписна місцевість (CDP) в США, в окрузі Франклін штату Мен. Населення — 1343 особи (2020).

## Географія
Чисголм розташований за координатами 44°29′35″ пн. ш. 70°11′33″ зх. д. / 44.49306° пн. ш. 70.19250° зх. д. (44.492919, -70.192601).  За даними Бюро перепису населення США в 2010 році переписна місцевість мала площу 5,66 км², з яких 5,66 км² — суходіл та 0,00 км² — водойми.

## Демографія
Згідно з переписом 2010 року, у переписній місцевості мешкало 1380 осіб у 613 домогосподарствах у складі 381 родини. Густота населення становила 244 особи/км².  Було 699 помешкань (123/км²).
Расовий склад населення:
| - 98,2 % — білих - 0,4 % — корінних американців - 0,2 % — чорних або афроамериканців - 0,1 % — азіатів |

До двох чи більше рас належало 1,0 %. Частка іспаномовних становила 1,6 % від усіх жителів.
За віковим діапазоном населення розподілялося таким чином: 22,9 % — особи молодші 18 років, 56,9 % — особи у віці 18—64 років, 20,2 % — особи у віці 65 років та старші. Медіана віку мешканця становила 42,8 року. На 100 осіб жіночої статі у переписній місцевості припадало 95,2 чоловіків;  на 100 жінок у віці від 18 років та старших — 89,0 чоловіків також старших 18 років.
Середній дохід на одне домашнє господарство  становив 59 997 доларів США (медіана — 53 112), а середній дохід на одну сім'ю — 67 775 доларів (медіана — 54 441). За межею бідності перебувало 4,5 % осіб, у тому числі 0,0 % дітей у віці до 18 років та 9,3 % осіб у віці 65 років та старших.
Цивільне працевлаштоване населення становило 621 особа. Основні галузі зайнятості: освіта, охорона здоров'я та соціальна допомога — 27,7 %, мистецтво, розваги та відпочинок — 15,8 %, виробництво — 15,1 %.